# Неслухів
Неслу́хів (давня назва — Неслихів) — село в Україні, у Новояричівській селищній громаді Львівського району Львівської області. Орган місцевого самоврядування — Новояричівська селищна громада. Населення становить 1081 особа. 

## Географія
Село Неслухів розташоване за 42 км від обласного центру, 42 км від районного центру та 18 км від адміністративного центру сільської громади. За 11 км знаходиться найближча залізнична станція Задвір'я.
Вулиці
У Неслухові налічується 5 вулиць.
- Велика
- Мирна
- Наукова
- Садова
- Шкільна

## Населення
Станом на початок 1939 року у Неслухові мешкало 810 осіб, з них: 670 українців, 20 поляків, 30 польських колоністів, 80 латинників та 10 євреїв. За даними всеукраїнського перепису населення 2001 року у селі Неслухів мешкала 1081 особа.
Мова
Розподіл населення за рідною мовою за даними перепису 2001 року був наступним:
| українська | 1073 | 99,26 |
| російська  | 8    | 0,74  |

## Історія
Давня назва села — Неслихів. Вперше згадується як Неслухів 4 травня 1472 року в книгах галицького суду. У податковому реєстрі 1515 року в селі документується шинок і те, що село знищене татарами.
Через Неслухів проходив наземний торговий шлях з Римської Дакії до Західного Бугу та водний — Бугом до Прибалтики.

### Друга світова війна
Під час вторгнення СРСР до Польщі 19 вересня 1939 року радянські війська зайняли село Неслухів. 26-28 жовтня 1939 року у львівському оперному театрі на так званих Народних Зборах Західної України було ухвалено декларації «Про встановлення Радянської влади на Західній Україні» та «Про входження Західної України до складу СРСР і возз'єднання з УРСР». Неслухів став радянським селом.
Після нападу Німеччини на СРСР 22 червня 1941 року, село Неслухів було окуповане німецькими військами вже 30 червня того ж року. Жорстокий окупаційний режим призвів до різкого посилення антигітлерівських настроїв в Україні, що спричинило розгортання на території села (як і на всій Західній Україні) активного повстанського руху.
18 липня 1944 року населений пункт був зайнятий військами 1-го Українського фронту.

### Радянські часи
Протягом 1944–1945 років у Неслухові триває формування та розвиток машинно-тракторної станції (МТС). На початку п'ятдесятих років Неслухівська МТС стала потужним господарством: оброблялася земля в усіх навколишніх колгоспах та створила робочі місця для мешканців Неслухова та навколишніх сіл. Одним із елементів радянської аграрної політики стала колективізація. Майже всі селяни були категорично проти вступу в колгосп. Селян, що опиралися колективізації, разом з сім'ями висилали до Сибіру.
З 1946 року, паралельно з МТС в селі діяв радгосп-плодорозсадник імені Калініна, який розмістився на полях, що належали до війни належали графу Дідушицькому. У 1947 році було створено колгосп імені Молотова. У 1956 році пройшло укрупнення колгоспу імені 17 вересня з центральною садибою в сусідньому селі Банюнин шляхом приєднання до нього колгосп імені Молотова (с. Неслухів). Новий колгосп отримав назву імені XX з'їзду КПРС. 1958 року Неслухівську МТС було реорганізовано в ремонтно-тракторну станцію.
9 червня 1959 року згідно з наказом № 133 на базі колишнього плодорозсадника було засновано Львівську дослідну станцію садівництва УААН (нині — Львівський відділ садівництва Інституту садівництва Національної Академії аграрних наук України).

## Пам'ятки, визначні місця

### Церква святого Архистратига Михаїла

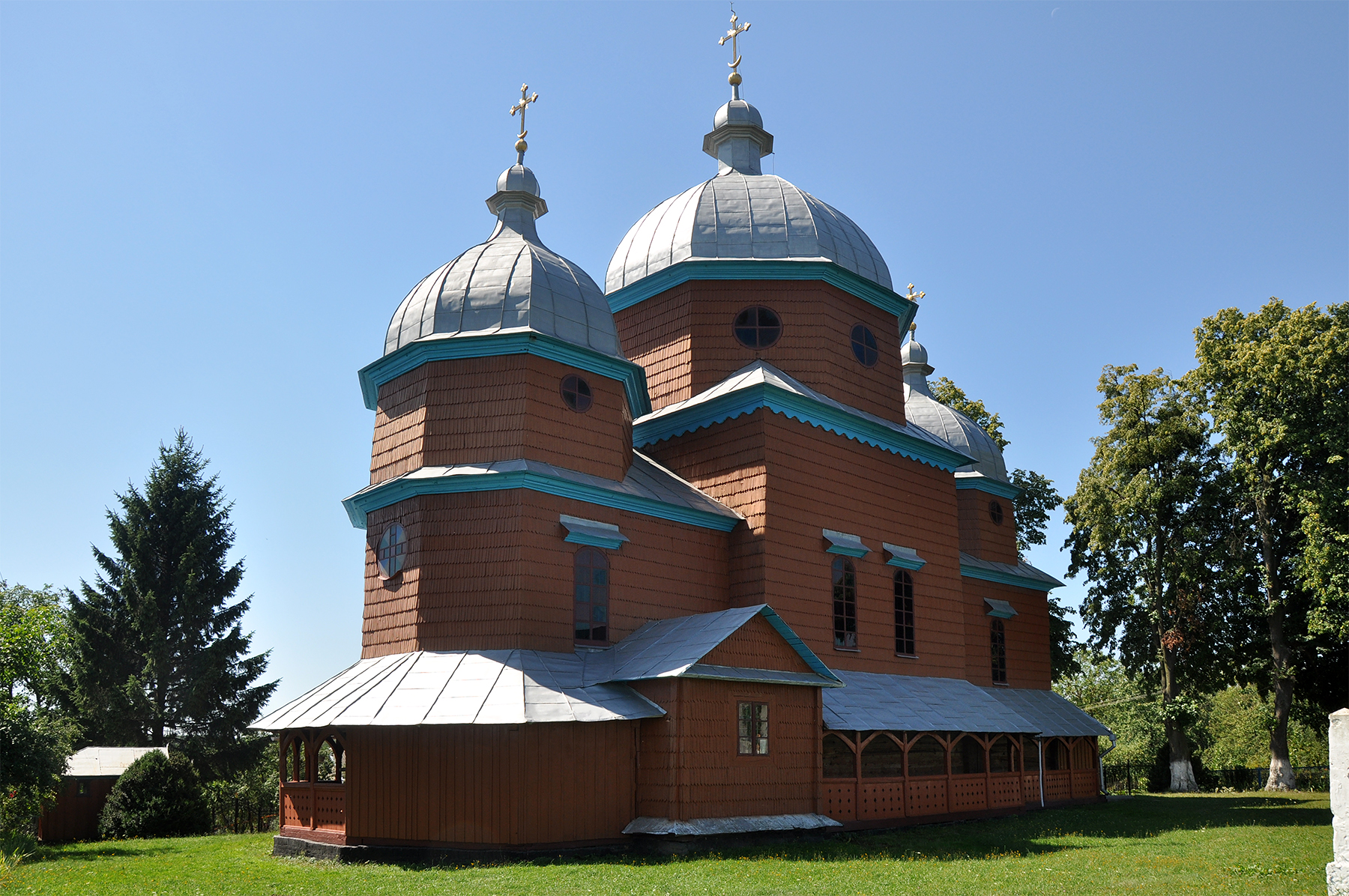
Церква Церква Святого Архангела Михаїла

Церква святого Архистратига Михаїла, збудована за проєктом архітектора Василя Нагірного, майстром Юрієм Вислобоцьким у 1896 році, імовірно на місці давнішої, яка також була дерев'яною. До 1939 року покровителями храму були Станіслав та Розалія графи Дідушицькі. Вхід на прицерковну територію із заходу та півдня. Тризрубна триверха будівля має вертикальне спрямування. До гранчастого вівтаря з півночі та півдня прибудовані ризниці, стіни яких покриті фарбованим гонтом. До західної стіни бабинця прибудований великий, рівноширокий присінок з двома дверима. З трьох сторін будівлю оперізує широке опасання, що утворює галерею. Вона має дерев'яну огорожу і з південної сторони була прикрашена вазонами. У стінах надопасання, що покриті фарбованим гонтом, звертають увагу високі аркові вікна, над якими зроблені вузькі дашки. Верхня частина церкви завершена трьома шоломовими банями на світлових восьмериках, які увінчують ліхтарі з маківками. Нині церква у користуванні парафії УГКЦ. В парафії діє церковне братство: вівтарна дружина, пасторальна і економічна рада. Вони допомагають священикові у господарській, фінансовій діяльності, прикрасі храму.
На схід від храму розташована маленька дерев'яна закрита каплиця.

### Палац Дідушицьких

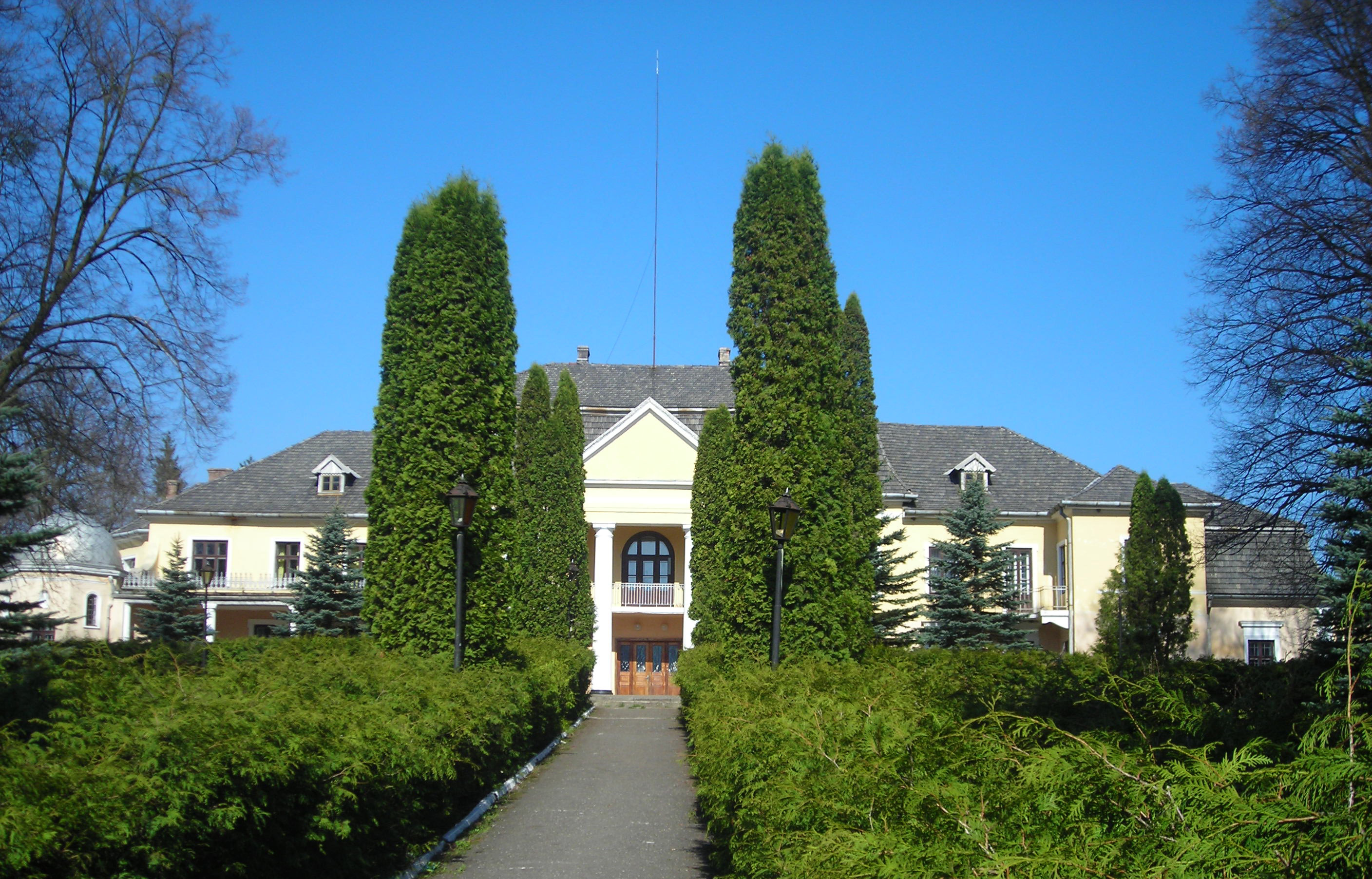
Головний вхід в палац Дідушицьких (2006 р.)

Палац Дідушицьких порівняно невеликий, двоповерховий, зведений у класичному стилі. Довкола палацу — дендропарк з рідкісними деревами і кущами. Схили парку спускаються до мальовничого озера зі штучним острівком.
У парку колишнього маєтку Дідушицьких виявлено доволі значну кількість деревних видів і форм, які трапляються досить рідко у насадженнях палацово-паркових комплексів, а на даній території представлені здебільшого поодинокими екземплярами: клен звичайний, вільха сіра, каркас західний, ліщина звичайна, ліщина турецька, клокичка периста, бук звичайний, бузок карпатський, туя велетенська, туя японська, кипарисовик горохоплідний.
Вражають своїми розмірами у палацово-парковому комплексі вікові дерева ясена, тополі білої, тополі чорної, клена звичайного, липи сріблястої, гіркокаштана звичайного та верби білої. На сьогодні композиція палацово-паркового комплексу — яскраво виражений парковий ландшафт з численними пейзажними картинами, основними елементами яких є масиви берези повислої та ялини європейської (зліва від головного входу та біля ставка), стрижені живоплоти із туї західної (перед палацом), рядові посадки липи дрібнолистої (від дороги до палацу), туї західної (перед палацом і по західній межі парку) та бузку звичайного (по північній межі парку), алея магнолій (на схилі від палацу до ставка), різні групи дерев і кущів, а також газонне вкриття.
Тепер в палаці Дідушицьких розташована Львівська дослідна станція садівництва Інституту садівництва Національної Академії аграрних наук України.

### Неслухівський парк

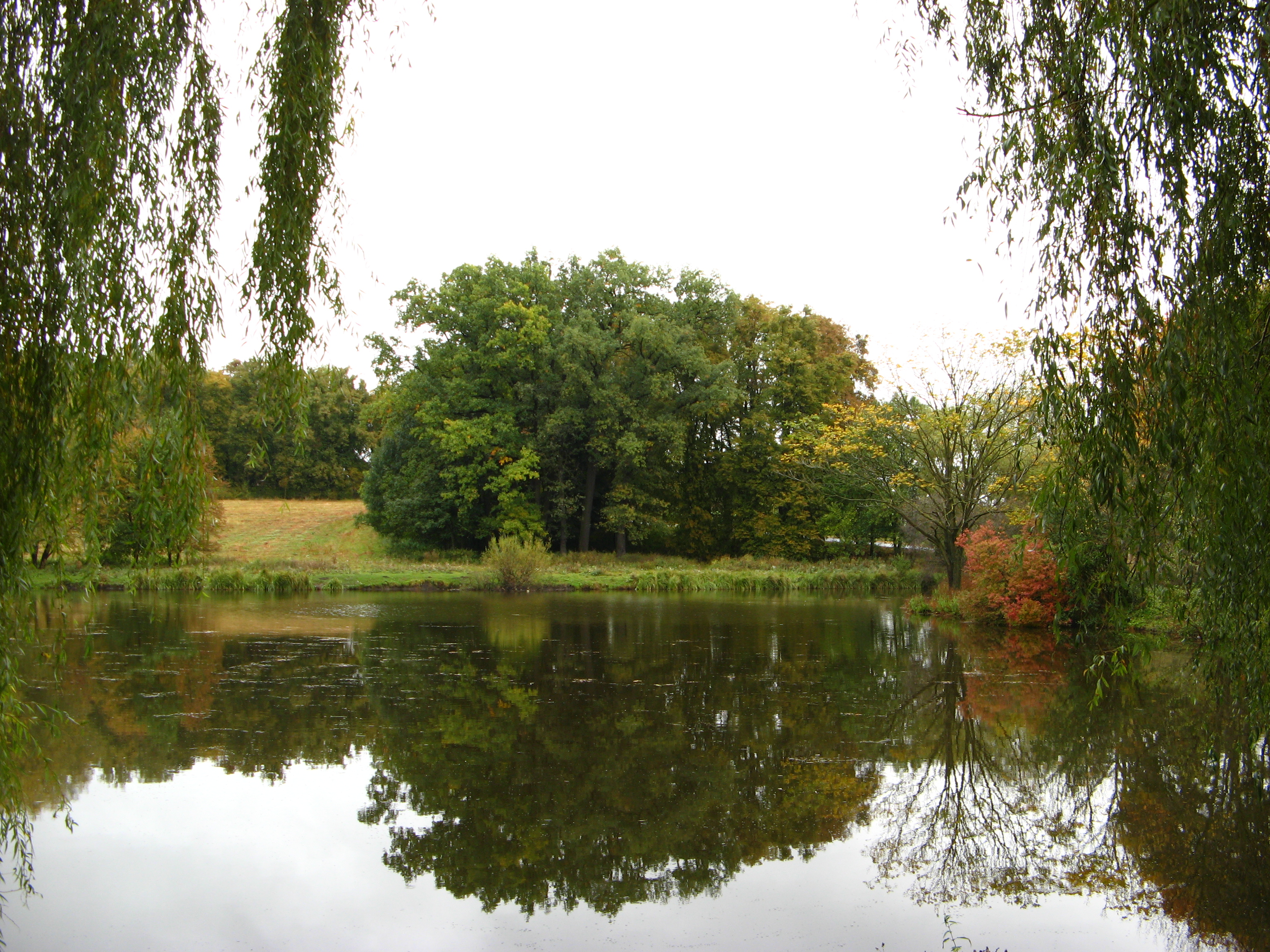
Неслухівський парк восени

Неслухівський парк — парк-пам'ятка садово-паркового мистецтва місцевого значення в Україні. Площа парку займає 7 га. Перебуває у віданні Львівської дослідної станції садівництва Інституту садівництва Національної Академії аграрних наук України. Парк є частиною палацового комплексу колишнього маєтку Дідушицьких. На його території є насадження голубої сосни, дубів та багато інших видів рослин — загалом 82 види та 18 форм, що належать до 54 родів і 28 родин. Парк розташований на схилі пологого пагорба, при ставі. Частиною парку є також мальовничий острівець на ставі, що з'єднаний з берегом дугоподібним металевим містком.

## Галерея

Світлини села Неслухів
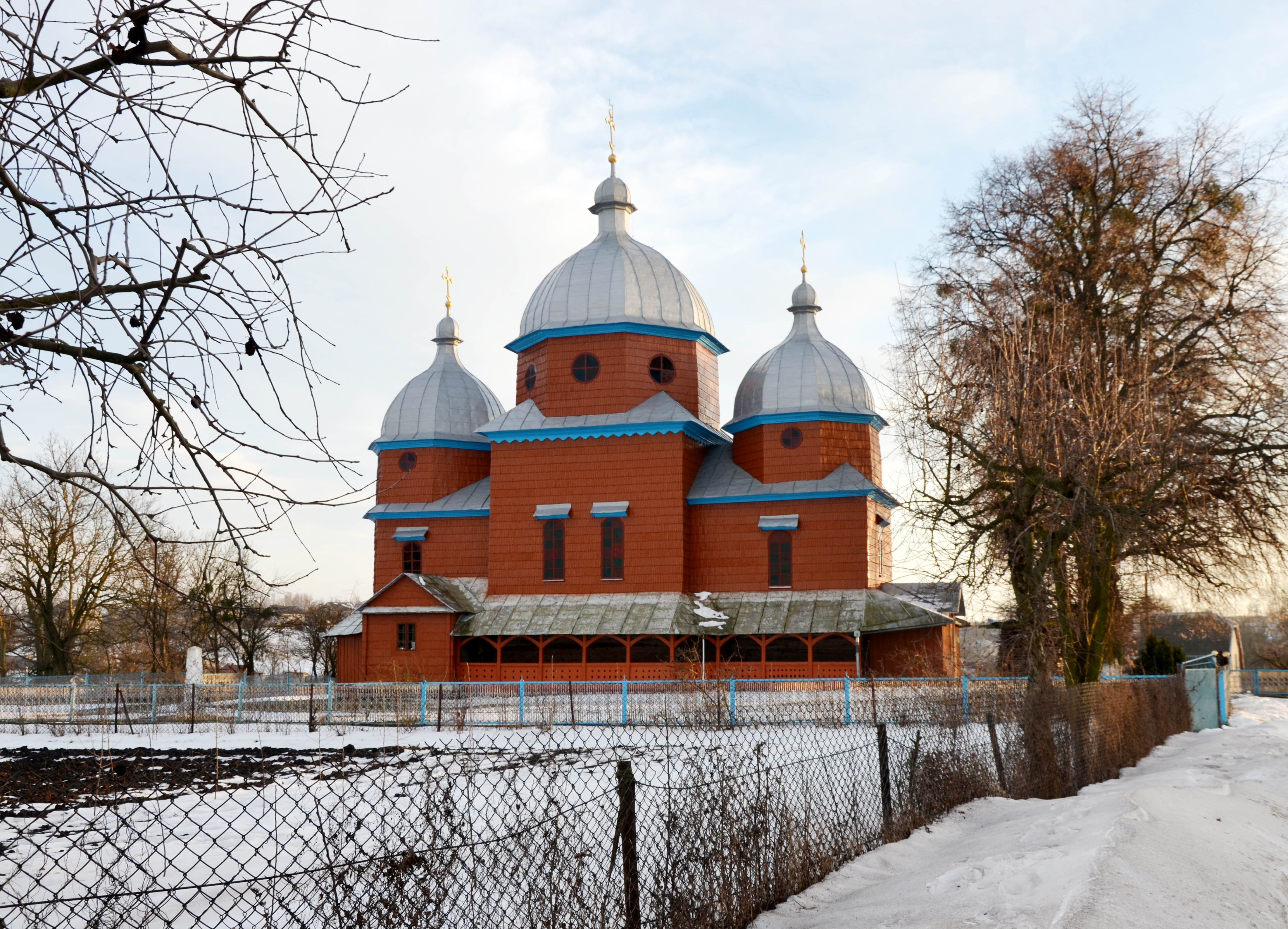
Церква Церква Святого Архангела Михаїла (зима, 2015 р.)
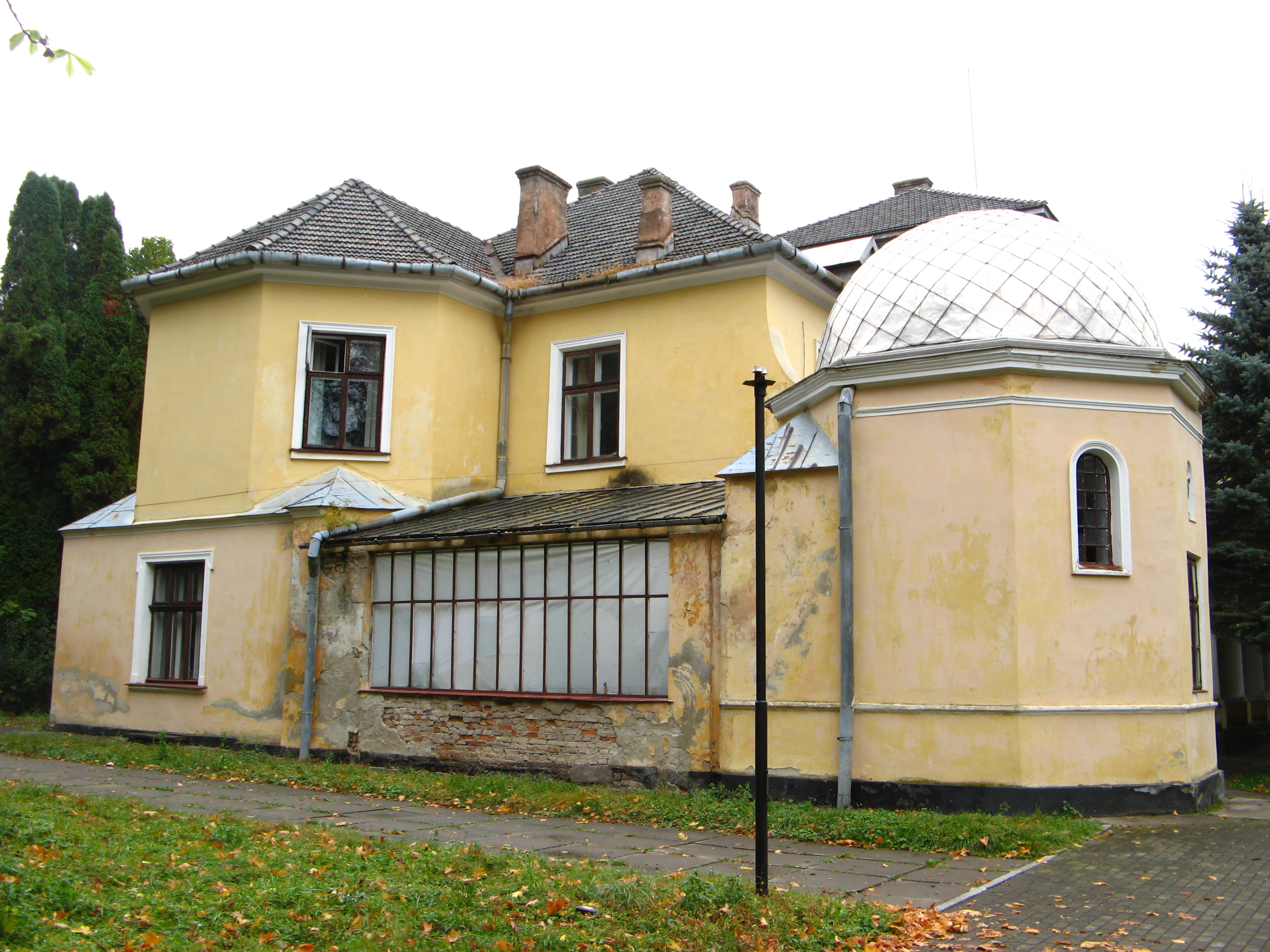
Південний флігель палацу Дідушицьких з кутовою башточкою
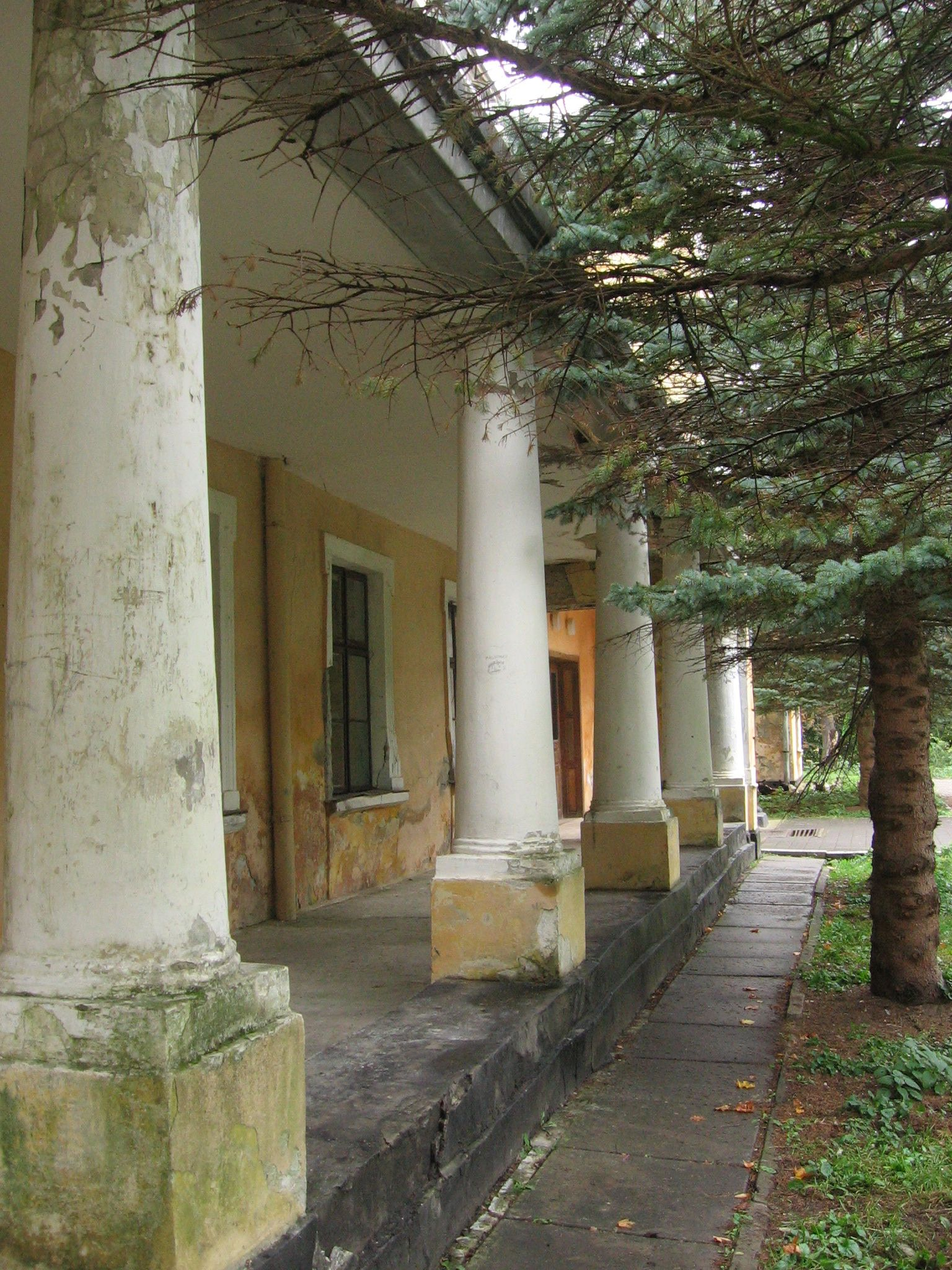
Колонада критої галереї палацу Дідушицьких
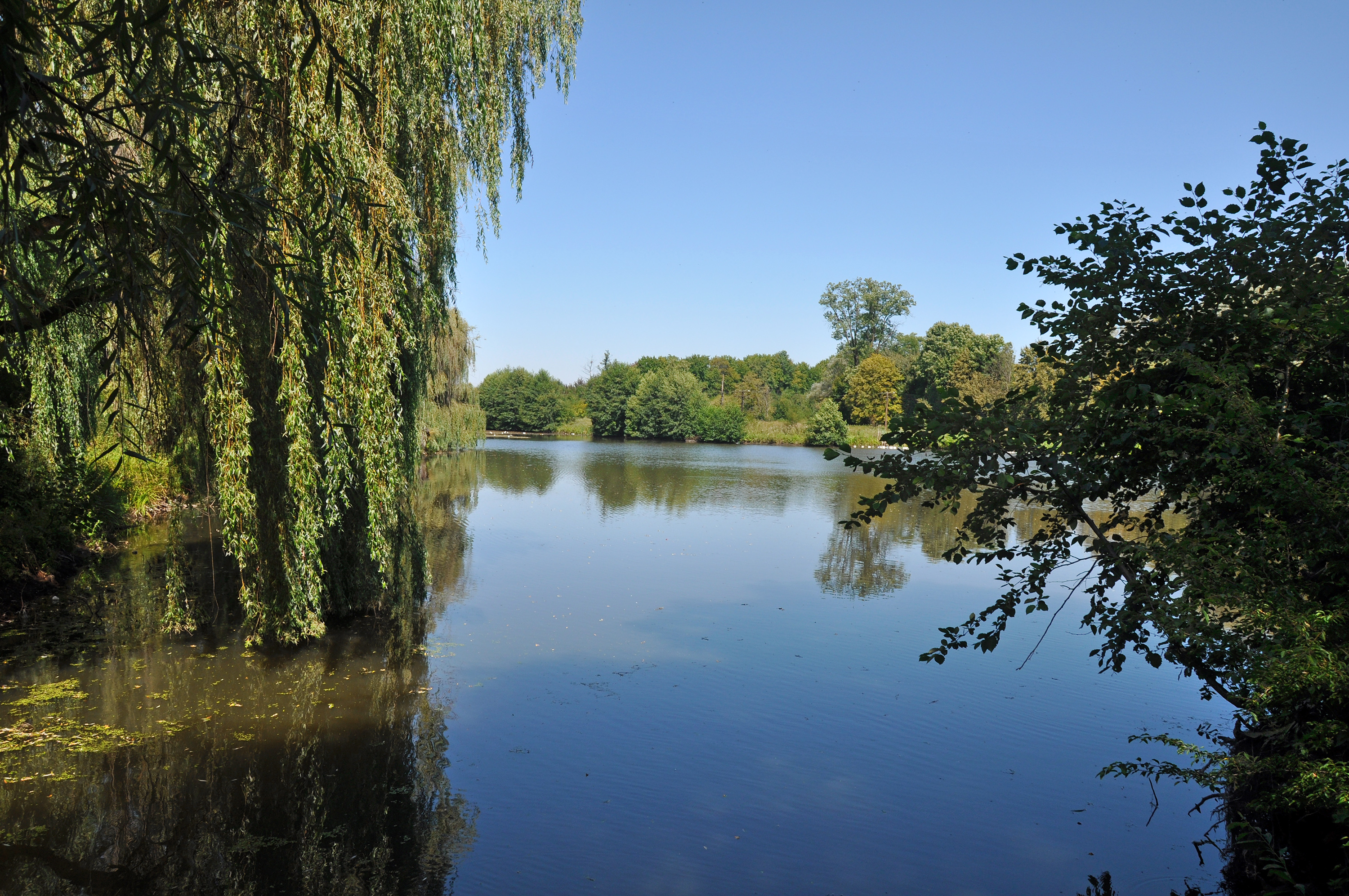
Ставок у Неслухівському парку
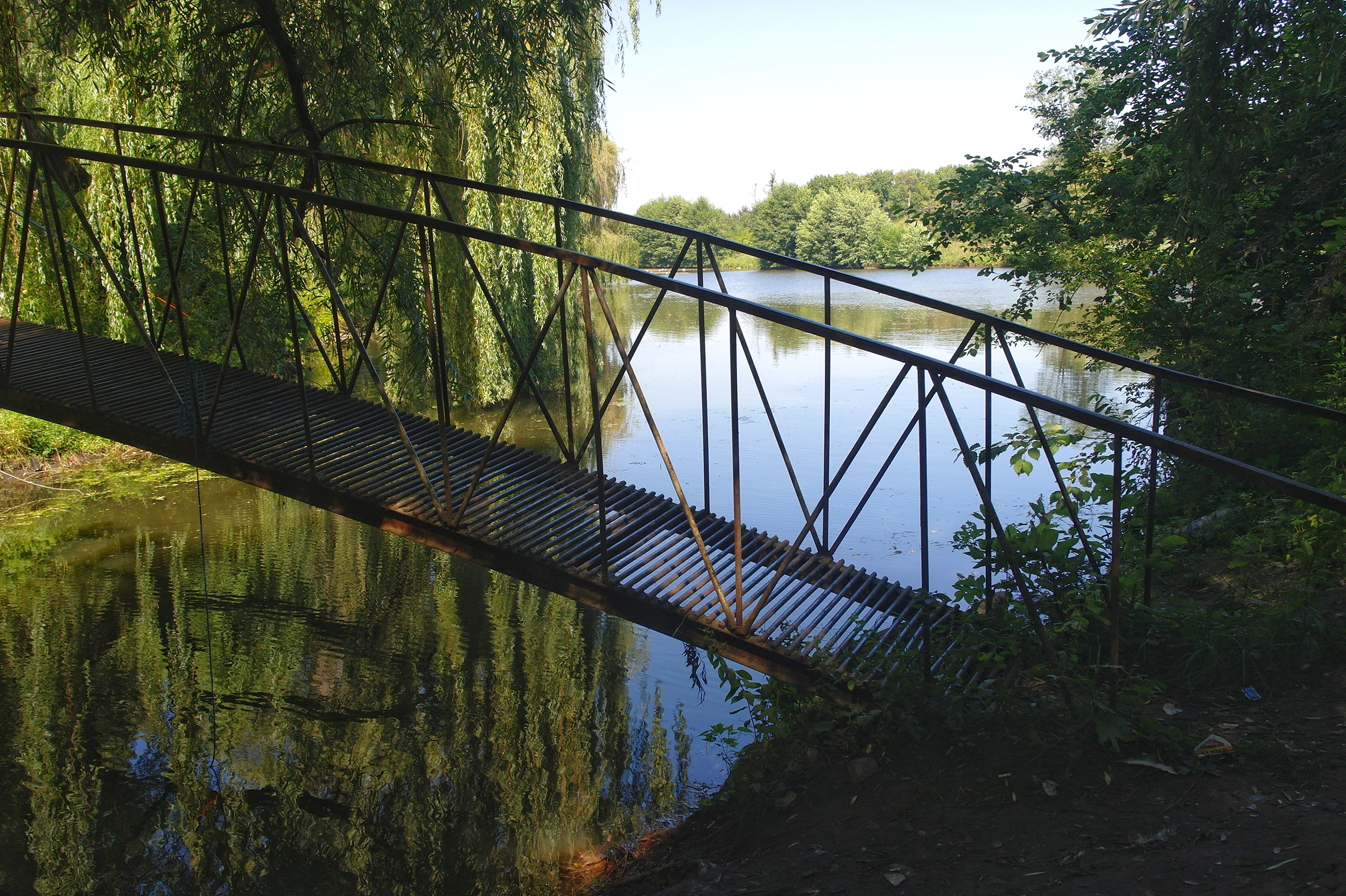
Міст на острів
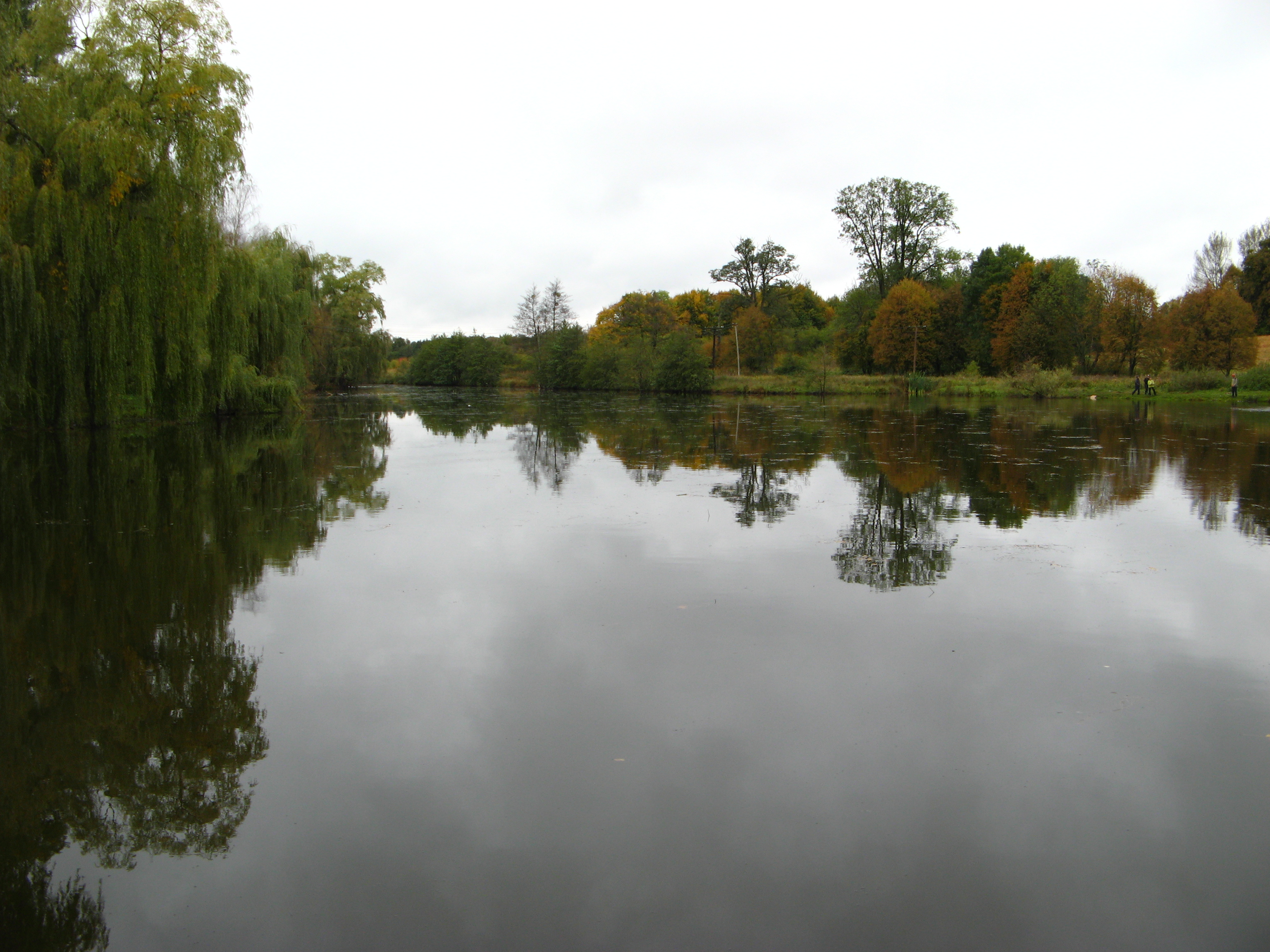
Неслухівські стави
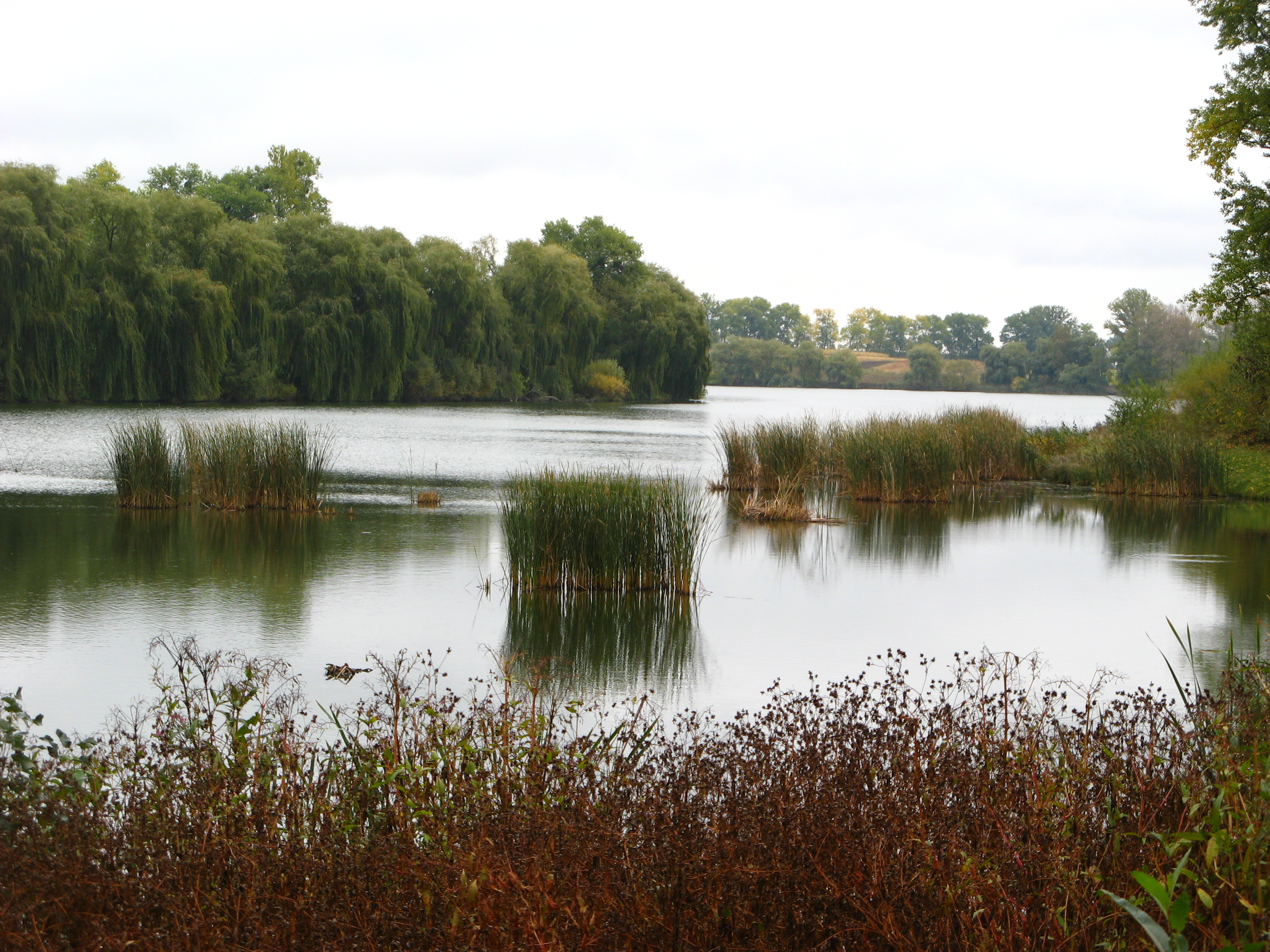
Неслухівські стави

## Археологічні розвідки
За один кілометр на північний захід від села Неслухів, в урочищах Грабарка та Лісковиця під час проведення розкопок виявлено багатошарове поселення комарівської, черняхівської археологічних культур, прадавніх слов'ян VI–VII століть, давньоруського часу X-XIII століть.

## Освіта
У селі Неслухів діє заклад загальної середньої освіти I-II ступенів, розрахований на 160 учнів.

## Відомі люди
- Дідушицький Тадеуш (1841—1918) — посол Галицького сейму.
- Король Михайло (1856—1925) — український адвокат, посол Галицького сейму, делегат Української Національної Ради ЗУНР[18].
- Лозова Оксана Євгенівна — відома українська письменниця.
- Сологуб Ірина (1885—1972) — українська співачка (сопрано).
- Новосад Євген Іванович — український науковець діаспори, доктор-психіатр, голова Українського лікарського товариства Північної Америки.
- Шестопал Зінаїда Андріївна — відомий український селекціонер.
- Шестопал Сергій Якович (1938—2009) — науковець, директор Львівської дослідної станції садівництва Інституту садівництва Національної Академії аграрних наук України.